# Notiobiella thaumasta
Notiobiella thaumasta là một loài côn trùng trong họ Hemerobiidae thuộc bộ Neuroptera. Loài này được Oswald miêu tả năm 2000.